# Licòfron
|  | Per a altres significats, vegeu «Licòfron (desambiguació)». |

Licòfron (grec antic: Λυκόφρων, Lycophron), fill de Socles, fou un poeta i gramàtic de l'escola alexandrina nascut a Calcis d'Eubea. Fou adoptat per l'historiador Licos de Règion.

## Biografia
Va viure a Alexandria sota Ptolemeu II Filadelf (284-246 aC) que li va encarregar els arrengaments dels treballs dels poetes còmics de la biblioteca alexandrina i en aquesta tasca va compondre un llarg treball sobre comèdies (περὶ κωμῳδίας) que hauria abraçat tota la història de la comèdia grega, biografies dels poetes còmics i altres temàtiques relacionades.
Com a poeta va obtenir plaça a la plèiade tràgica, però només un fragment de la seva obra es conserva. La Suïda forneix els títols de vint tragèdies de Licòfron, i Joan Tzetzes diu que en va escriure 46 o 64. Estobeu esmenta unes línies de la tragèdia Πελοπίδαι. Va escriure també un drama satíric de nom Μενέδημος, on ridiculitza al filòsof Menedem d'Erètria. De les seves obres solament es conserva l'anomenat Cassandra o Alexandra, un monòleg iàmbic de 1.474 versos. Aquest poema és la font d'un mite fundacional sobre els baleàrics, als quals fa descendents d'uns beocis que arribaren naufragant de tornada de la Guerra de Troia.

## Edicions
- Aldus Manutius (1513), Aldine Press, editio princeps
- John Potter (1697, 1702)
- Ludwig Bachmann (1830), amb notes i traducció en versos llatins per Scaliger online
- Félix Désiré Dehèque (1853), amb la traducció al francès i notes online
- Gottfried Kinkel (1880)
- Eduard Scheer (1881–1908)
- Carl von Holzinger (1895), edició de Teubner online
- Emanuele Ciaceri (1901), online
- George W. Mooney (1921), amb notes. [reprinted Arno Press, 1979]
- Lorenzo Mascialino (1964), edició Teubner
- Pascal Quignard, Lycophron. Alexandra, Paris, Mercure de France (1971)
- André Hurst and Antje Kolde (2008), Budé edition

## Traduccions
- Philip Yorke, Viscount Royston (1784 - 1808, pòsthuma 1832) online
- A. W. Mair (1921), Loeb Classical Library (online at the Internet Archive; online on Google Books)
- George W. Mooney (1921)